# Morsang-sur-Seine
Morsang-sur-Seine és un municipi francès, situat al departament de l'Essonne i a la regió de Illa de França. L'any 2007 tenia 512 habitants.
Forma part del cantó d'Épinay-sous-Sénart i del districte d'Évry. I des del 2016 de la Comunitat d'aglomeració Grand Paris Sud Seine-Essonne-Sénart.

## Demografia

### Població
El 2007 la població de fet de Morsang-sur-Seine era de 512 persones. Hi havia 168 famílies, de les quals 21 eren unipersonals (8 homes vivint sols i 13 dones vivint soles), 63 parelles sense fills, 71 parelles amb fills i 13 famílies monoparentals amb fills.
La població ha evolucionat segons el següent gràfic:
Habitants censats

### Habitatges
El 2007 hi havia 227 habitatges, 168 eren l'habitatge principal de la família, 45 eren segones residències i 13 estaven desocupats. 223 eren cases i 3 eren apartaments. Dels 168 habitatges principals, 147 estaven ocupats pels seus propietaris, 7 estaven llogats i ocupats pels llogaters i 14 estaven cedits a títol gratuït; 3 tenien dues cambres, 15 en tenien tres, 27 en tenien quatre i 123 en tenien cinc o més. 151 habitatges disposaven pel capbaix d'una plaça de pàrquing. A 52 habitatges hi havia un automòbil i a 116 n'hi havia dos o més.

### Piràmide de població
La piràmide de població per edats i sexe el 2009 era:
| Homes | Edats   | Dones |
| ----- | ------- | ----- |
| 0     | 95 o +  | 0     |
| 0     | 90 a 94 | 0     |
| 4     | 85 a 89 | 0     |
| 4     | 80 a 84 | 4     |
| 4     | 75 a 79 | 4     |
| 8     | 70 a 74 | 12    |
| 4     | 65 a 69 | 8     |
| 12    | 60 a 64 | 8     |
| 12    | 55 a 59 | 16    |
| 12    | 50 a 54 | 24    |
| 28    | 45 a 49 | 12    |
| 12    | 40 a 44 | 8     |
| 8     | 35 a 39 | 16    |
| 12    | 30 a 34 | 8     |
| 20    | 25 a 29 | 8     |
| 8     | 20 a 24 | 36    |
| 4     | 15 a 19 | 24    |
| 8     | 10 a 14 | 4     |
| 8     | 5 a 9   | 8     |
| 0     | 0 a 4   | 12    |

## Economia
El 2007 la població en edat de treballar era de 347 persones, 274 eren actives i 73 eren inactives. De les 274 persones actives 253 estaven ocupades (139 homes i 114 dones) i 20 estaven aturades (8 homes i 12 dones). De les 73 persones inactives 17 estaven jubilades, 38 estaven estudiant i 18 estaven classificades com a «altres inactius».

### Ingressos
El 2009 a Morsang-sur-Seine hi havia 176 unitats fiscals que integraven 494 persones, la mediana anual d'ingressos fiscals per persona era de 31.688 €.

### Activitats econòmiques
Dels 36 establiments que hi havia el 2007, 3 eren d'empreses extractives, 4 d'empreses de construcció, 7 d'empreses de comerç i reparació d'automòbils, 2 d'empreses d'hostatgeria i restauració, 1 d'una empresa d'informació i comunicació, 3 d'empreses financeres, 5 d'empreses immobiliàries, 10 d'empreses de serveis i 1 d'una empresa classificada com a «altres activitats de serveis».
Dels 3 establiments de servei als particulars que hi havia el 2009, 1 era una fusteria, 1 lampisteria i 1 agència immobiliària.
Dels 2 establiments comercials que hi havia el 2009, 1 era una botiga de mobles i 1 una joieria.

## Equipaments sanitaris i escolars
El 2009 hi havia una escola elemental.

## Poblacions més properes
El següent diagrama mostra les poblacions més properes.